# Tchikoï
Le Tchikoï (en russe : Чикой, en mongol : Цѳх гол, en bouriate : Сүхэ гол) est une rivière située en Bouriatie, dans le sud de la Sibérie centrale en Russie d'Asie et un affluent droit de la Selenga (bassin versant de l'Ienisseï)

## Géographie
Le Tchikoï est long de 769 km et a un bassin d'une superficie de 46 200 km2. Son débit moyen est de 265 m3/s. Il traverse successivement les territoires de l'oblast de Tchita et de la république de Bouriatie.
Une partie de son cours longe la frontière entre la Russie et la Mongolie. 
Le Tchikoï se jette dans la Selenga en rive droite, à une altitude de 535 mètres et à une distance de 5 kilomètres en amont de la ville de Novosselenguinsk.
La rivière est gelée d'octobre/novembre à avril/début mai. 

## Villes traversées
Il n'y a guère d'agglomérations urbaines de quelque importance sur les rives ou à proximité du Tchikoï.
- La station de cure de Iamarovka
- La petite ville de Krasny Tchikoï

## Affluents
- L'Atsa conflue en rive gauche à Oust-Atsa
- Son affluent le plus important est la Menza (rive gauche)
- La Katantsa (rive gauche)
  - Le Khilkotoï (rive droite)

## Hydrométrie - Les débits mensuels à Povorot
Le Tchikoï est un cours d'eau très irrégulier. Son débit a été observé pendant 59 ans (entre 1936 et 1997) à Povorot, localité située à 22 kilomètres du confluent avec la Selenga. 
Le débit inter annuel moyen ou module observé à Povorot durant cette période était de 274 m3/s pour une surface de drainage de 44 700 km2, soit la presque totalité du bassin versant de la rivière.
La lame d'eau écoulée dans ce bassin versant se monte ainsi à 193 millimètres par an, ce qui peut être considéré comme assez abondant dans le cadre du bassin de la Selenga. 
Le Tchikoï est un cours d'eau de régime pluvio-nival qui présente deux saisons bien marquées. 
Les hautes eaux se déroulent du printemps au début de l'automne, du mois de mai au mois d'octobre, avec un double sommet : le premier en mai, le plus faible, correspond au dégel et à la fonte des neiges ; le second sommet, apparait sans transition en juillet-août ; il traduit les précipitations de la mousson d'été du Pacifique. Celles-ci sont abondantes sur les hauts sommets du bassin. Au mois de novembre, le débit de la rivière baisse rapidement, ce qui mène directement à la période des basses eaux. Celle-ci a lieu de novembre à avril inclus et correspond à l'hiver et aux puissantes gelées qui s'étendent sur toute la région. Mais la rivière conserve généralement durant la période des basses eaux un certain débit, souvent faible voire minime. 
Le débit moyen mensuel observé en mars (minimum d'étiage) est de 17,7 m3/s, soit à peine 2,5 % du débit moyen du mois d'août (713 m3/s), ce qui témoigne de la grande amplitude des variations saisonnières. Sur la durée d'observation de 59 ans, le débit mensuel minimal a été de 2,45 m3/s en mars 1936, tandis que le débit mensuel maximal s'élevait à 1 710 m3/s en juin de la même année.
En ce qui concerne la période libre de glaces (de mai à octobre inclus), le débit minimal observé a été de 85,1 m3/s en juillet 1946 - année de grande sécheresse dans la région -, ce qui restait cependant très confortable.  